# Иловля (река)
Иловля (на руски: Иловля) е река в Саратовска и Волгоградска област на Русия, ляв приток на Дон. Дължина 358 km. Площ на водосборния басейн 9250 km².
Река Иловля води началото си от Приволжкото възвишение, на 262 m н.в., на 5 km североизточно от село Первомайское, в южната част на Саратовска област. По цялото си протежение тече в посока юг-югозапад през Приволжкото възвишение, успоредно на река Волга, като в района на град Камишин се доближава на 15 km от нея. През 18 и 19 век са правени проекти за изграждането на плавателен канал между двете реки, който така и не е осъществен в този участък. Влива се отляво в река Дон, при нейния 604 km, на 35 m н.в., на 8 km югозападно от селището от градски тип Иловля във Волгоградска област. Основни притоци: леви – Грязнуха (24 km), Бердия (74 km); десни – Семьоновка (22 km), Гуселка (23 km), Мокрая Олховка (62 km), Болшая Казанка (48 km), Олховка (71 km), Тишанка (23 km), Ширяй (42 km). Има смесено подхранване с преобладаване на снежното с ясно изразено пролетно пълноводие през април. Среден годишен отток при сгт Иловля, на 22 km от устието 9,6 m³/s. Заледява се в началото на декември, а се размразява в края на март или началото на април. По бреговете на реката са разположени множество населени места, в т.ч. град Петров Вал, селището от градски тип Иловля и районният център село Олховка във Волгоградска област.